# Lorenzo Ruiz
Pour les articles homonymes, voir Ruiz.
Saint Lorenzo Ruiz (vers 1600 – 29 septembre 1637), également connu sous les noms de Laurentius Ruiz de Manila ou san Lorenzo Ruiz de Manila, est un saint protomartyr philippin de l'Église catholique.

## Biographie
Lorenzo Ruiz est né à Manille, d'un père chinois et d'une mère philippine. Il suit une scolarité chez les dominicains et entre dans la fraternité du Rosaire. Marié, trois enfants, il participe à l'évangélisation des Philippines de Formose et des îles japonaises au cotés des frères dominicains,. 
Mais en 1598, Tokugawa Ieyasu devient shogun. En 1614 il interdit le christianisme. Les mesures contre les chrétiens se durcissent au cours des années suivantes allant jusqu'à la déportation des missionnaires et l'assassinat des chrétiens. De 1617 et 1632, ce sont 205 chrétiens qui sont tués pour leur foi à Nagasaki-Omura. Le 28 février 1633 un nouvel édit du shogun Tokagawa condamne à la prison d'Omura tous les étrangers qui « prêchent la loi chrétienne et les complices de cette perversité ». Laurenzo est arrêté avec les missionnaires européens. Emprisonné, torturé, mais refusant toujours d'abjurer sa foi, il est finalement exécuté le 29 septembre 1637 par un tsurushi (pendaison inversée) à Nagasaki,,.
Avec quinze autres chrétiens (dont 9 japonais), tués entre 1633 et 1637, il fait partie du groupe des « martyrs de Nagasaki ». Ils sont béatifiés le 18 février 1981 à Manille et ils sont tous canonisé le 18 octobre 1987 par le pape Jean-Paul II à Rome,. Laurenzo est un protomartyr des Philippines,.
La mémoire de saint Lorenzo est célébrée le 28 septembre dans le calendrier romain général en même temps que les autres martyrs de Nagasaki,.